# Asghar Leghari vs. Federación de Pakistán

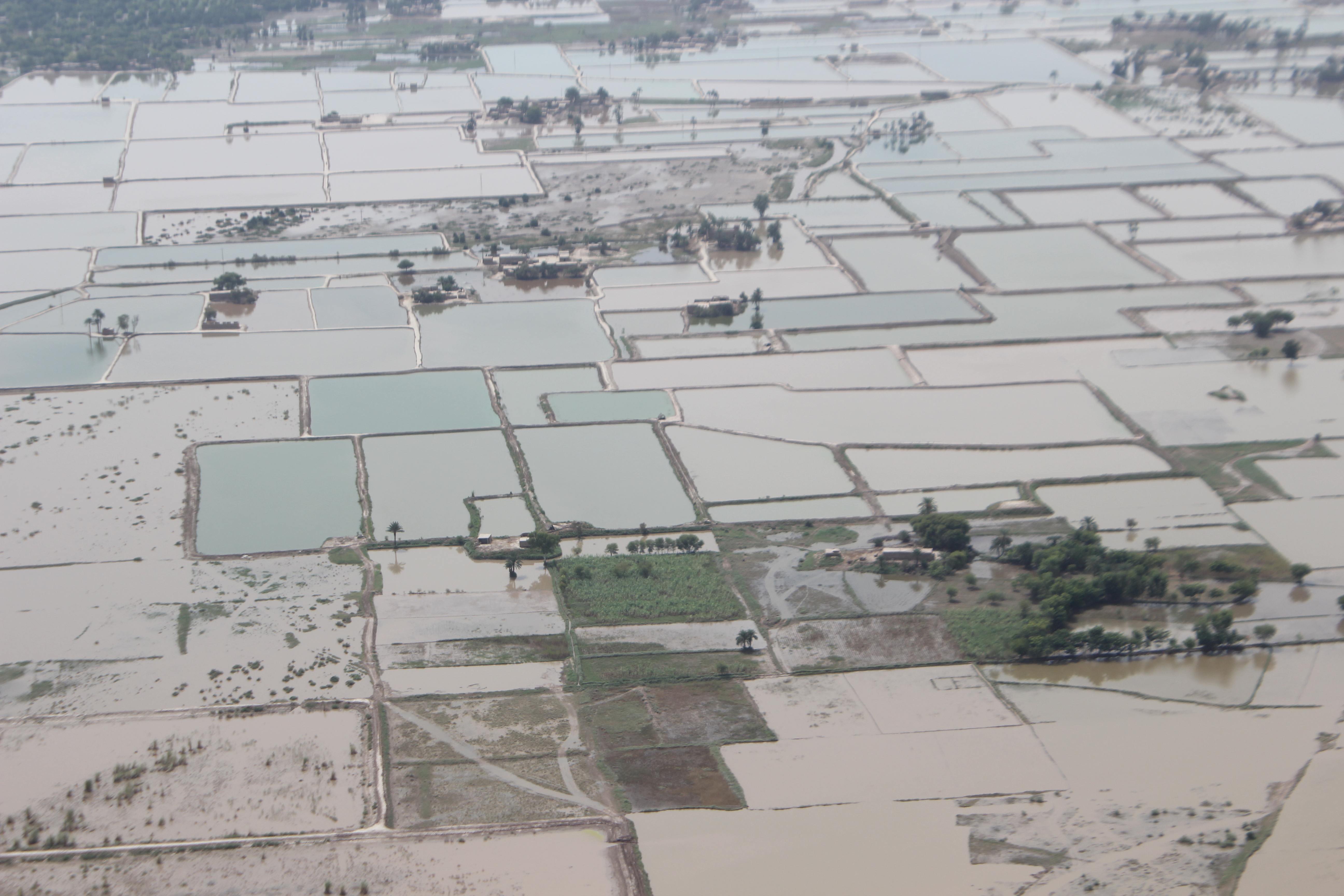
Grandes inundaciones en Pakistán en 2010.

Asghar Leghari vs. Federación de Pakistán fue un caso de 2015 del Tribunal Superior de Lahore que dictaminó que el gobierno estaba violando la Política Nacional de Cambio Climático de 2012 y el Marco para la Implementación de la Política de Cambio Climático (2014-2030) al no cumplir con los objetivos establecidos por las políticas. En respuesta, se requirió la formación de una Comisión de Cambio Climático para ayudar a Pakistán a cumplir sus objetivos climáticos.
Un litigio climático es un término utilizado para enmarcar el calentamiento global como un problema ético y político, en lugar de solo de naturaleza ambiental o física. Esto se hace vinculando las causas y efectos del cambio climático con los conceptos de justicia, especialmente la justicia ambiental y la justicia social. La justicia climática explora conceptos como la igualdad, los derechos humanos, los derechos colectivos y cuestiones históricas, como la responsabilidad por el cambio climático. La justicia climática puede incluir emprender acciones legales contra organizaciones que no han respondido al cambio climático u organizaciones que han contribuido al calentamiento global. Esto se llama litigio por cambio climático. En 2017, un informe del Programa de las Naciones Unidas para el Medio Ambiente identificó 894 acciones legales en todo el mundo en ese momento.

## Antecedentes
Asghar Leghari, estudiante de derecho en la región de Punyab de Pakistán, tenía sus cultivos y los de sus vecinos amenazados por la escasez de agua y las tormentas que se intensificaron por el cambio climático. Presentó una petición diciendo que sus derechos fundamentales fueron violados por el descuido de la política de cambio climático.
Escribió que el gobierno había mostrado "inacción, demora y falta de seriedad" ante los desafíos que plantea el cambio climático. Leghari pensó que esta inacción amenazaba la seguridad alimentaria, hídrica y energética de la nación.
Anteriormente, la política de cambio climático se dejaba a las provincias individuales. Sin embargo, un estudio de la Universidad de Ciencias de la Gestión de Lahore y el WWF encontró que ninguna provincia tenía una política en vigor.

## Decisión
Se dictaminó que el gobierno necesitaba hacer cumplir la política de 2012. El juez Syed Mansoor Ali Shah, del Tribunal Superior, dijo que el cambio climático "parece ser la amenaza más grave que enfrenta Pakistán". El juez requirió que todos los departamentos designaran a una persona para garantizar que las políticas se implementaran y crear una lista de "puntos de acción" antes del 31 de diciembre de 2015.
La decisión también creó una Comisión de Cambio Climático, integrada por ONG, expertos técnicos y representantes de los ministerios para hacer un seguimiento del progreso del gobierno.